# Hildegard Behrens
Hildegard Behrens (Varel, 9 de febrer, de 1937 - Tòquio, 18 d'agost, de 2009) fou una soprano dramàtica alemanya, coneguda pel seu extens repertori, que inclou obres de Wagner, Weber, Mozart, Richard Strauss, i Alban Berg.

## Biografia
Va nàixer a Varel, en el si d'una família aficionada a la música. Cada un dels seus germans va aprendre a tocar un instrument. Ella va estudiar violí. També va estudiar Dret, graduant-se en la Universitat Albert Ludwig de Friburg de Brisgòvia abans de dedicar-se plenament al cant. Va estudiar amb Ines Leuwen en l'Acadèmia de Música de Friburg.

## Carrera
Va debutar com a Comtessa en Les noces de Fígaro a Friburg l'any 1971 i l'any següent es va convertir en un membre de l'Òpera alemanya de Berlín. Ací va destacar com Agathe en Der Freischütz, Giorgetta (Il tabarro) i Elsa (Lohengrin). L'any 1974 va interpretar Kàtia Kabànova (a Frankfurt) i Marie (de Wozzeck, a Düsseldorf). El 1976 va debutar en el Covent Garden, amb Leonore (Fidelio) i aquest mateix any, el 15 d'octubre, en el Metropolitan Opera de Nova York com Giorgetta.
És destacada la interpretació que va fer de Salomé en el Festival de Salzburg de 1977 amb direcció de Herbert von Karajan. Va encarnar l'Emperadriu en La dona sense ombra en l'Òpera de París (1980). Va ser Brunilda en el Festival de Bayreuth de 1983, amb direcció de Georg Solti.
A més de l'òpera, ha cantat altres peces vocals com la Cançó de la Reina Mary d'Elgar, Nuits d'été d'Hector Berlioz o Shéhérazade de Maurice Ravel.

## Veu i papers
El crític Alan Blyth destaca de Hildegard Behrens la seua habilitat per a "comunicar amb la veu, el cos i l'intel·lecte, de manera que cada paper que interpreta esdevé una experiència emocional de força impressionant". Rolf Fath, igualment, assenyala que combina "la destresa vocal amb una actuació escènica apassionada i una interpretació intel·ligent"
Com a soprano dramàtica ha destacat en papers de dona forta, com són els personatges de Richard Wagner i de Richard Strauss, entre els que cal esmentar:
- R. Strauss: Salomé, Elektra i Emperadriu en La dona sense ombra.
- R. Wagner: Elsa (Lohengrin), Senta (Der fliegende Holländer), Isolda (Tristan und Isolde), Brunilda (Die Walküre).

## El Liceu
També va cantar rols wagnerians al Liceu de Barcelona i a Nova York, Múnic, Zúric, etc.
Són igualment llegendàries les seues interpretacions del paper principal de Katarina Ismailova en l'òpera de Dmitri Xostakóvitx Lady Macbeth de Mtsensk i les de Leoš Janáček: Jenůfa i El cas Makropoulos. Luciano Berio va compondre per a ella l'òpera Cronaca del Luogo, estrenada en el festival de Salzburg de 1999.

## Premis
- Premi Grammy de 1990 per la Millor Gravació d'Òpera: Die Walküre, de Richard Wagner, amb l'Orquestra del Metropolitan Opera.

## Interpretacions
- Disponibles en DVD: Der Ring des Nibelungen, amb James Levine dirigint a l'Orquestra del Metropolitan Opera, 1990 (DG, 073 043-9).

## Discografia seleccionada
- Ludwig van Beethoven: Fidelio amb Hofmann, Sotin, Adam, Ghazarian, KÜbler, Howell i la Chicago Symphony Orchestra dirigida per Georg Solti
- Arrigo Boito: Mefistofele amb Raimondi, Carreras, Plowright i la Wiener Philharmoniker dirigida per Claudio Abbado
- Albéric Magnard: Guercoeur amb van Dam, Lakes, Denize, Langrange, Stutzmann i l'Orchestre du Capìtole de Toulouse dirigida per Michel Plasson